# شیلیم
شیلیم (به لاتین: Şilim) یک منطقه مسکونی در جمهوری آذربایجان است که در شهرستان لنکران و در دهیاری کناربیشه واقع شده‌است.  این آبادی ۳۸۸ نفر جمعیت دارد.

## ریشه واژه
واژه شیلیم تغییریافته واژه سیلیم در زبان تالشی به معنی موج خروشان دریا است.